# Laccosperma
Laccosperma ist eine im tropischen Afrika heimische, kletternde Palmengattung. Sie ist eine der wenigen Palmengattungen, bei der sich der Stamm auch oberirdisch verzweigt.

## Merkmale
Die Vertreter sind mehrstämmige, hoch kletternde Rattanpalmen mit gefiederten Blättern. Sie blühen nur einmal im Leben (hapaxanth) und sind zwittrig. Sie sind bewehrt. Der Stamm verzweigt sich manchmal auch oberhalb der Erdoberfläche, eine Seltenheit bei Palmen. Die Internodien sind lange. Der Stammquerschnitt ist kreisrund. Seitentriebe erscheinen axillär.
Die Chromosomenzahl ist unbekannt.

### Blätter
Die Blätter sind gefiedert mit einem Cirrhus. Die Blattscheide ist stets röhrig, sie ist zerstreut mit Stacheln besetzt und behaart. Die Ochrea, der Teil der Blattscheide unterhalb des Blattstielansatzes, ist deutlich vorhanden, häufig leicht aufgeblasen und mit Ameisen bevölkert. Die Ochrea kann ebenfalls bewehrt sein. Der Blattstiel ist vorhanden und ebenso bewehrt. Die Rhachis ist ebenfalls bewehrt, wie auch der Cirrhus. Hier sind die Stacheln zurückgebogen. Der Cirrhus trägt auch Paare von Akanthophyllen. Es gibt wenige bis zahlreiche Fiederblättchen. Diese sind ein- bis vierfach gefaltet, ganzrandig, gerade bis sigmoidal. Sie stehen gleichmäßig oder ungleichmäßig entlang der Rhachis. Sie sind an den Blatträndern häufig dicht mit kurzen Stacheln besetzt.

### Blütenstände
Die Blütenstände werden alle gleichzeitig in den Achseln der distalsten Blätter gebildet, die häufig reduziert sind. Ein Blütenstand ist einfach verzweigt. Der Blütenstandsstiel ist in der Blattscheide eingeschlossen; er ragt aus der Scheidenöffnung heraus oder durchbricht die Scheide. Der Stiel ist nicht mit dem Internodium verwachsen. Das Vorblatt (Prophyll) ist röhrig, zweikielig und in der Blattscheide eingeschlossen. Es gibt ein bis drei Hochblätter am Blütenstandsstiel. Die Blütenstandsachse ist länger als der -stiel. Die Hochblätter an der Achse stehen zweizeilig (distich), sind röhrig mit einem dreieckigen Lappen, unbewehrt und zerstreut behaart. An jedem Hochblatt entspringt eine hängende oder abstehende Rachilla (Blütentragende Achse). Das Vorblatt der Rachilla ist röhrig und zweikielig und im Tragblatt eingeschlossen. Die Rachilla-Hochblätter stehen distich, sind röhrig mit dreieckigem Endelappen mit manchmal bewimpertem Rand. In jedem Hochblatt steht eine Blütengruppe.

### Blüten
Die Blüten stehen meist zu zweit, selten in Triaden, manchmal auch nur einzeln. Die Blütengruppen besitzen ein röhriges, zweikieliges Vorblatt und – je nach Anzahl der Blüten – 0, 1 oder 2 Brakteolen. Der Kelch ist an der Basis stielartig, häufig im rechten Winkel gebogen. Am Ende ist er in drei dreieckige Lappen gespalten. Die Krone ist an der Basis ebenfalls röhrig und an der Spitze in drei längliche, schmale, dreieckige Lappen geteilt. Die sechs Staubblätter setzen an der Basis der Krone an, die Staubfäden sind voneinander getrennt, angeschwollen, und am Konnektiv kaum verschmälert. Die Antheren sind in der Mitte befestigt (medifix), lange und latrors. Das Gynoeceum ist dreifächrig mit drei Samenanlagen. Der Fruchtknoten ist mit Schuppen besetzt. Der Griffel ist lange, dreikantig, die Narbe sehr klein, pyramidenförmig. Die Samenanlagen stehen basal und sind anatrop. 
Der Pollen ist ellipsoidisch und bisymmetrisch. Die Keimöffnung ist ein distaler Sulcus. Die längste Achse misst 37 bis 75 Mikrometer.

### Früchte und Samen
Die Frucht ist einsamig, an ihrer Spitze sitzt der Griffelrest. Die Perianthblätter bleiben erhalten. Das Exokarp ist mit senkrechten Reihen von Schuppen besetzt. Das Mesokarp ist fleischig und zur Reife süß. Das Endokarp ist nicht ausdifferenziert.
Der Samen ist eiförmig und seitlich abgeflacht, oder rundlich und tief gebogen, mit einer seichten bis sehr tiefen seitlichen Grube. Der Samenmantel ist manchmal fleischig. Das Endosperm ist homogen. Der Embryo sitzt seitlich, der Grube gegenüber.

## Verbreitung und Standorte
Die Vertreter kommen in den humiden Regenwäldern von Westafrika und dem Kongobecken vor. Sie sind am häufigsten auf sumpfigem Boden zu finden.

## Systematik
Die Gattung Laccosperma (G. Mann & H. Wendl.) Drude wird innerhalb der Familie Arecaceae in die Unterfamilie Calamoideae, Tribus Lepidocaryeae, Subtribus Ancistrophyllinae gestellt. Sie ist die Schwestergruppe von Eremospatha (G. Mann & H. Wendl.) H. Wendl. Die Gattung ist monophyletisch.
In der World Checklist of Selected Plant Families der Royal Botanic Gardens, Kew, werden folgende Arten anerkannt:
- Laccosperma acutiflorum (Becc.) J.Dransf.: Sie kommt im tropischen Westafrika und im westlich-zentralen tropischen Afrika vor.[1]
- Laccosperma cristalensis Couvreur & Niang.: Die 2016 erstbeschriebene Art kommt in Gabun vor.[1]
- Laccosperma korupense Sunderl.: Sie kommt von Kamerun bis zur Demokratischen Republik Kongo vor.[1]
- Laccosperma laeve (G.Mann & H.Wendl.) Kuntze: Sie kommt im westlichen und im westlich-zentralen tropischen Afrika vor.[1]
- Laccosperma opacum Drude: Sie kommt im westlichen und im westlich-zentralen tropischen Afrika vor.[1]
- Laccosperma robustum (Burret) J.Dransf.: Sie kommt von Nigeria bis zum westlich-zentralen tropischen Afrika vor.[1]
- Laccosperma secundiflorum (P.Beauv.) Kuntze: Sie kommt im westlichen und im westlich-zentralen tropischen Afrika vor.[1]

Der Name setzt sich aus den Wörtern laccos = Loch, Grube und sperma = Samen ab und bezieht sich auf die tiefe Grube im Samen einiger Arten.

## Belege
- John Dransfield, Natalie W. Uhl, Conny B. Asmussen, William J. Baker, Madeline M. Harley, Carl E. Lewis: Genera Palmarum. The Evolution and Classification of Palms. Zweite Auflage, Royal Botanic Gardens, Kew 2008, ISBN 978-1-84246-182-2, S. 152–154.